# Lázně Běloves
Lázně Běloves jsou v současnosti (2024) nefungující, ale obnovované východočeské minerální lázně, umístěné pod úbočím masivu hřebenu Dobrošova v Bělovsi, což je místní část okresního města Náchod. Náchod je tak jediným českým lázeňským městem bez fungujících lázní.

## Historie

### Založení
Dle historických zpráv bylo toto místo známé díky lahodné kyselce už kolem roku 1392.
V roce 1817 nechal náchodský úředník Jan Schmidt z Bergenholdu vyvrtat nový pramen.
Samotné Lázně Běloves byly ve stejnojmenné části města Náchoda založeny v roce 1818. Toho roku pozemky s pramenem zvaným Studánka Jákobova zakoupili a stavbu lázní zahájili náchodský magistrátní rada Jan Schmidt z Bergenholdu a náchodský hostinský Jan Macháček. Byla postavena lázeňská budova nazvaná Helena a společně s ní byl vybudován hostinec, který sloužil hlavně k ubytování lázeňských hostů.
Léčila se zde onemocnění kardiovaskulárního systému, probíhala rekonvalescence po zánětech žil dolních končetin a také se zde léčily bolestivé poruchy pohybového aparátu. Základem zdejší léčby bylo podávání přírodních uhličitých koupelí. Později byly doporučovány i pitné kúry z Jakubského pramene.
V lázních se vystřídalo několik majitelů. Zakladatel Schmid je po šesti letech prodal dne 16. července 1825 za 2560 zlatých stříbra Hynku Havránkovi, rychnovskému obchodníku s vínem. O dalších více než šest let později (8. ledna 1832) se lázně dostaly do rukou jeho syna Josefa Havránka. Ten však lázně prodal již za dva a půl roku dne 14. července 1834 manželům Petrovi a Anně Jakoubkovým, a to za 4550 zl.
Ještě téhož roku (1834) postihl lázně požár, při němž shořela většina dřevěných staveb, které byly následně nahrazovány zděnými empírovými budovami. V roce 1840 začal být formou koupelí i pitných kúr využíván nový zdejší pramen Ida. Pojmenován byl na památku zázračného uzdravení těžce nemocné princezny Idy z Waldeck-Pyrmontu, manželky Jiřího Viléma ze Schaumburg-Lippe.
Lázním se nicméně příliš dobře nedařilo, a tak se dostaly do dražby. Za 5400 zl je koupil Antonín Berger, kterému byly přiřknuty právně dne 3. dubna 1841. Hned v roce 1843 je ovšem opět prodal za 6500 zl, a to Barboře Petzelové, která lázně vlastnila takřka 18 let. Až dne 2. dubna 1861 je prodala manželům Václavu a Josefě Sequensovým. Po třech letech je dne 25. května 1864 prodali dalšímu manželskému páru – Maxmiliánu a Anně Angelisovým. Tehdy došlo k prvním chemickým analýzám kyselky Ida.

### 2. polovina 19. století
V roce 1866 se lázně poprvé uzavřely návštěvníkům – tehdy totiž v Náchodě a okolí zuřila prusko-rakouská válka. Později se tak stalo ještě čtyřikrát – během první světové války zde byl umístěn vojenský lazaret, v roce 1943, v době druhé světové války, lázně obýval oddíl dívek z Hitlerjugend a v roce 1979 si ničivá povodeň vyžádala několikatýdenní uzavření lázní. Páté uzavření původních lázní přinesl až konec 20. století.
Dne 18. listopadu 1871 došlo k dalšímu převodu majetku, když lázně koupil italský malíř Jacobo Bonato se svou druhou chotí Christinou (za svobodna Winterovou), která se ujala chodu lázní. Zavedla poprvé v historii lázní pravidelnou lékařskou službu. Novinkou byla i nová trubní vedení, protipovodňový násep, použití metody baňkování a vytyčení tras v přilehlých svazích pro rekonvalescenci na čerstvém vzduchu. Nechala rovněž zřídit oplocený lázeňský park s cestami a lavičkami a vybudovat zasklenou kolonádu ve švýcarském stylu, jíž spojili restaurační zařízení s prameníkem Idy. V prvním patře restaurační budovy nechala z tanečního sálu vytvořit byty, protože počet zájemců stoupal a bylo potřeba je ubytovat.
V roce 1881 Bonato zemřel a lázně převzala jejich jediná dcera Marie (manželka náchodského advokáta F. Dvořáka), za níž nastal další významný rozvoj lázní. Nově byl zaveden prodej stáčené minerální vody a také rašelinové (slatinné) procedury. Lázně získávaly na popularitě a staly se kulturním a společenským centrem, kde se konaly koncerty a další společenské akce. Nejznámějším pramenem Lázní Běloves se stala Ida, která byla dodávána zpočátku jen do chat v Orlických horách a Krkonoších, ale postupně se dostala i do dalekých končin, včetně konkurenčních Karlových Varů. V roce 1887 byla postavena otevřená kolonáda s prameníkem a budova pro uhličité koupele. Nejvýznamnějším hostem té éry byl broumovský opat, jehož slavnostní příjezd se spřežením čtyř bílých koní býval znamením k zahájení sezóny. Z toho důvodu byly pod strání postaveny konírny, které sloužily i pro dopravní koně až do roku 1948.
V roce 1887 došlo k další změně majitelů, když byly lázně 5. května toho roku zakoupeny manžely Aloisem a Annou Radešínskými. Lázně koupili pro svého syna, který v té dubě studoval ve Vídni medicínu. Poté, co se ale usadil v americkém Chicagu a stal se tam vyhledávaným lékařem, se rodiče rozhodli lázně prodat. Po šesti letech tak dne 19. března 1893 lázně získaly opět nového majitele, kterým se stalo devítičlenné družstvo (konsorcium) náchodských občanů. Členy konsorcia byli: advokát dr. Bauer, městský fyzik dr. Jindřich Fischer, klenotník Otto Kudelka, velkoobchodní jednatel Alois Ladecký, c. k. poštmistr Max Otto rytíř z Ottenfeldů, továrník Jakub Pick, obchodník s železem Čeněk Remeš, továrník Gustav Schur a uzenář Karel Tomek.
Konsorcium zde nechalo postavit hned několik klíčových staveb: zděnou budovu nad pramenem Ida, zděnou otevřenou kolonádu směrem k hostinci a v parku dřevěný hudební pavilon se zvýšeným prahem. Dále byl k lázeňskému domu směrem ke státní hranici postavena další zděná budova, v níž byly v přízemí vybudovány uhličité koupele a v prvním patře vznikly hostinské pokoje. Vedením lázní byl v té době pověřen MUDr. F. V. Klenka, v Praze známý, díky čemuž se do lázní také začala sjíždět nová klientela.

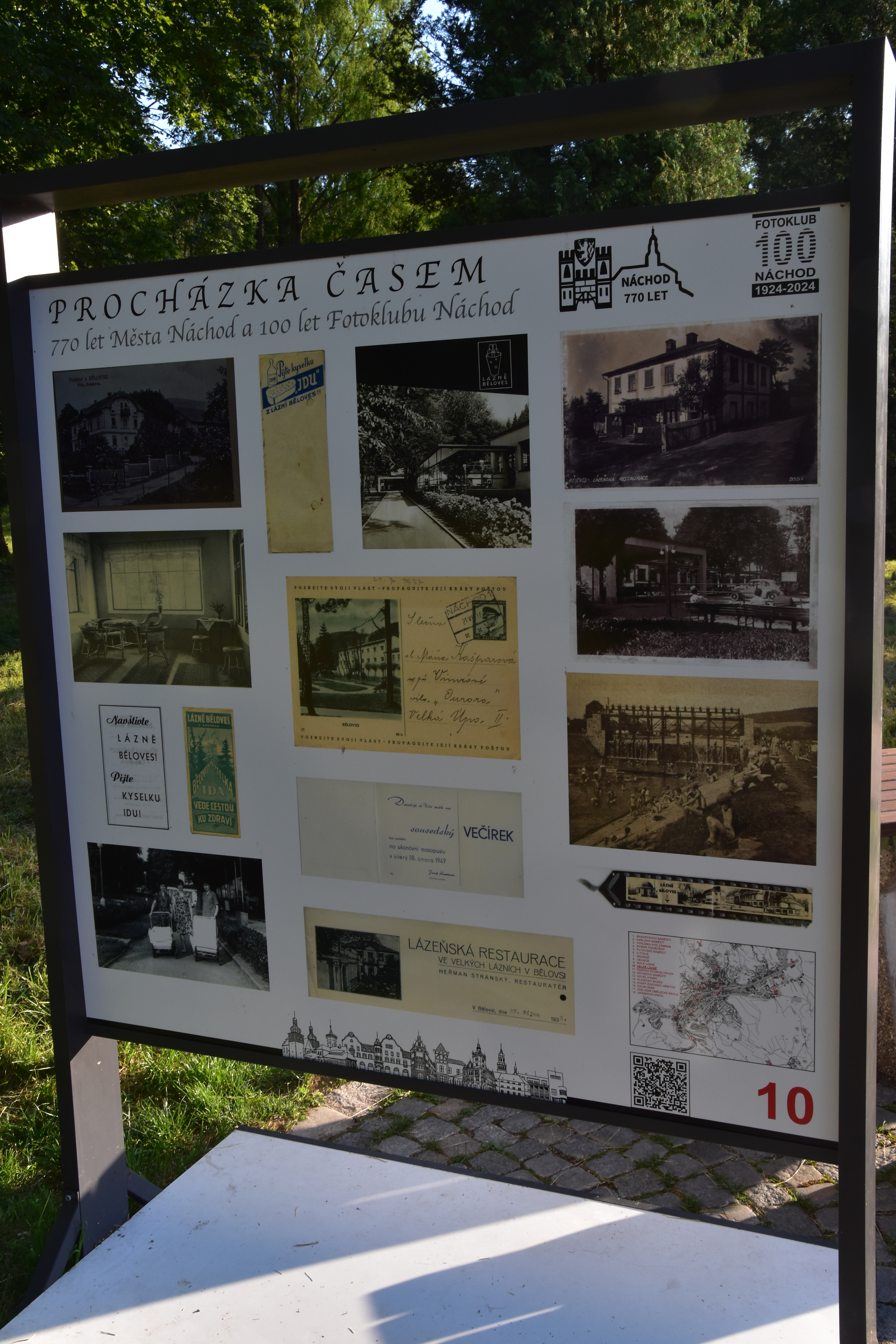
Dobové záběry na lázně na info tabuli z roku 2024

### 1.polovina 20. století
V roce 1900 zakoupili lázně lékař, bakteriolog a univerzitní profesor Ivan Honl, manželka lékárníka z Neapoli Karla Mutschlerová a MUDr. Jindřich Stráník, první primář všeobecné nemocnice v Náchodě. Nejprve v únoru koupili osm podílů a poslední devátý dokoupili dne 4. prosince 1900. Tím započala etapa, která je označována za dobu největšího rozmachu lázní v Bělovsi.
Mutschlerová nicméně z vlastnictví odstoupila již 18. dubna a odprodala kolegům své dva podíly. Stráník z vlastnictví odstoupil po pěti letech, když se rozhodl svou vilu poblíž pivovaru v Náchodě adaptovat na sanatorium a v blízkosti navrtat pramen minerální vody. Tento soukromý vodoléčebný a elektroléčebný ústav využívaly zejména ženy s gynekologickými a poporodními potížemi. Honl s kolegy zavedl nové léčebné terapie při léčbě revmatu, dny a cévních chorob. Byly vybudovány tenisové kurty, ruský kuželník a lázně začaly být provozovány celoročně.
Nad Jakubským pramenem byl vybudován prameník, přestavěný na kapličku. Poblíž se nacházel další pramen Aleš, z něhož si lidé mohli načerpat minerálku ruční pumpou ze studny, jež byla chráněná před mrazem dřevěným bedněním. V roce 1902 nechal Honl pro sebe a významné hosty přímo ve svahu nad lázněmi vybudovat vilu Panzinka, která dostala jméno podle pana Zinka, Honlova přítele. Ve stejném roce vznikla i malá stáčírna minerální vody. Zájmu o lázně využili i lidé v okolí, a např. tehdejší starosta obce Josef Jirásek nad lázněmi blíže k Montaci nechal v roce 1904 postavit stylový jednopodlažní dům s pokoji pro hosty. V roce 1907 byl přikoupen areál tzv. Malých lázní.
Provoz lázní přerušila 1. světová válka, kdy zde fungoval vojenský lazaret. Brzy se však podařilo navázat na předválečný provoz.
Správa se velmi starala o vstřícnost k návštěvníkům. Od roku 1905 pro hosty organizovala výlety v kočárech, resp. vlakem do blízkého okolí i nedalekých německých lázní Bad Kudowa (dnes Kudowa-Zdrój). Od roku 1936 se datuje systematická propagace pod vedením Vlastimila Šuberta – spustil informační noviny „Vaše Běloves“, nechal tisknout papírové skládačky fotografických záběrů lázní a okolí, nechal natočit propagační film o lázeňském provozu a jeho okolí, organizoval výlety autobusem až na Velkou Deštnou, do restaurací dodával papírové tácky a otvíráčky s logem Ida, kterou již kolem roku 1926 začal tehdejší vedoucí stáčírny rozvážet.
Almanach lázeňský republiky Československé z roku 1920 uvádí, že ke koupelím bylo používáno 20 kabin s 24 vanami a že zdejší voda byla čile exportována v počtu přibližně 70 tisíc lahví ročně.
Pramen Ida, z něhož se minerální voda čepovala do lahví, se ale vlivem činnosti okolních majitelů pozemků začal ztrácet. V roce 1926 byla dokončena regulace řeky Metuje, čímž se úroveň hladiny vody pod splavem snížila, a pramen se ztratil úplně. Minerálka se proto začala stáčet v Malých lázních z pramene František. Tehdy nový vedoucí stáčírny Jaroslav Popílek však upozorňoval na to, že se vlastně jedná o podvod, a je proto potřeba provést nový vrt. Nakonec byla nedaleko původního pramene objevena perlivá Ida a k tomu byl ještě vyhlouben záložní vrt, při němž byl nalezen vydatný pramen Ivan s nadlimitní přítomností arzenu. Vrt měl být z toho důvodu zasypán. Nakonec však byla pouze odmontována čerpadla a přepad byl sveden trubkami do řeky Metuje, kde jej začala ve velkém využívat veřejnost.

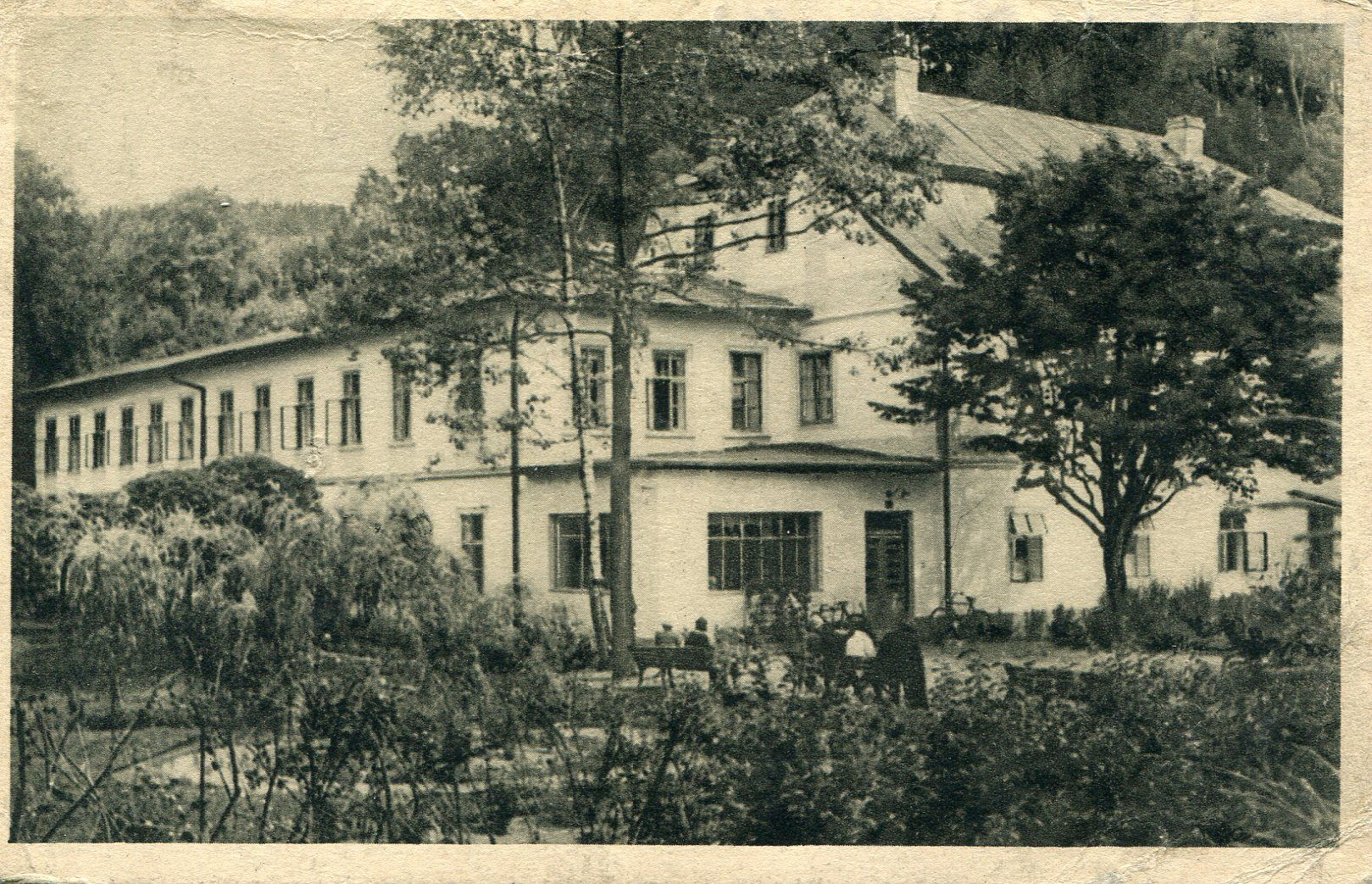
Lázně na pohlednici vydané kolem r. 1930

V roce 1930 byla postavena nová stáčírna, která umožnila rozvážet minerálku i do vzdálenějších destinací. Po neshodě vedoucího stáčírny Popílka s majitelem lázní Honlem koupila v roce 1931 jeho manželka Hedvika Popílková louku za řekou. Tamní vrty objevily minerální prameny a manželé začali s úspěšným stáčením minerální vody Hedva. Původní dřevěná bouda byla nahrazena zděnou. Popílek nechal postavit kotelnu a přízemní budovu garáží, nad nimiž byl v patře v roce 1939 přistavěn byt majitelů. Vzrůstající odbyt této minerálky se negativně odrazil v odbytu Idy.
V roce 1931 převzal lázně syn Ivana Honla MUDr. Vladimír Honl, který se stal hlavním ordinujícím lékařem. Díky svému nadšení rozšířil léčebné metody o nové – např. diatermie, léčení horským sluncem, soluxem, včetně vibračních masáží. Po odeznění následků Velké hospodářské krize byla v lázních rozšířena kapacita koupelí a zavedeny výplachy střev, přísadové jehličnaté koupele. Stále větší důraz byl kladen na léčbu klidem a zdravým ovzduším (klimatické lázně). Zájem byl velký, a kapacita lázní nestačila. Proto Honl nechal v roce 1933 postavit dvoupodlažní budovu s teplou vodou v každém pokoji a vestavěnými skříněmi. V přízemí se nacházel provoz s rašelinou, masážemi a skotskými střiky. Vznikla i nová kotelna pro centrální ústřední vytápění a garáže.
Ve 30. letech 20. století patřily k hostům lázní i významní čeští herci Vlasta Burian, Zdeněk Štěpánek či Eduard Kohout.
V roce 1937 byla zděná kaplička nad původním Jakubovým pramenem v souvislosti s pořádáním Jakubských poutí vysvěcena a stala se církevním objektem.

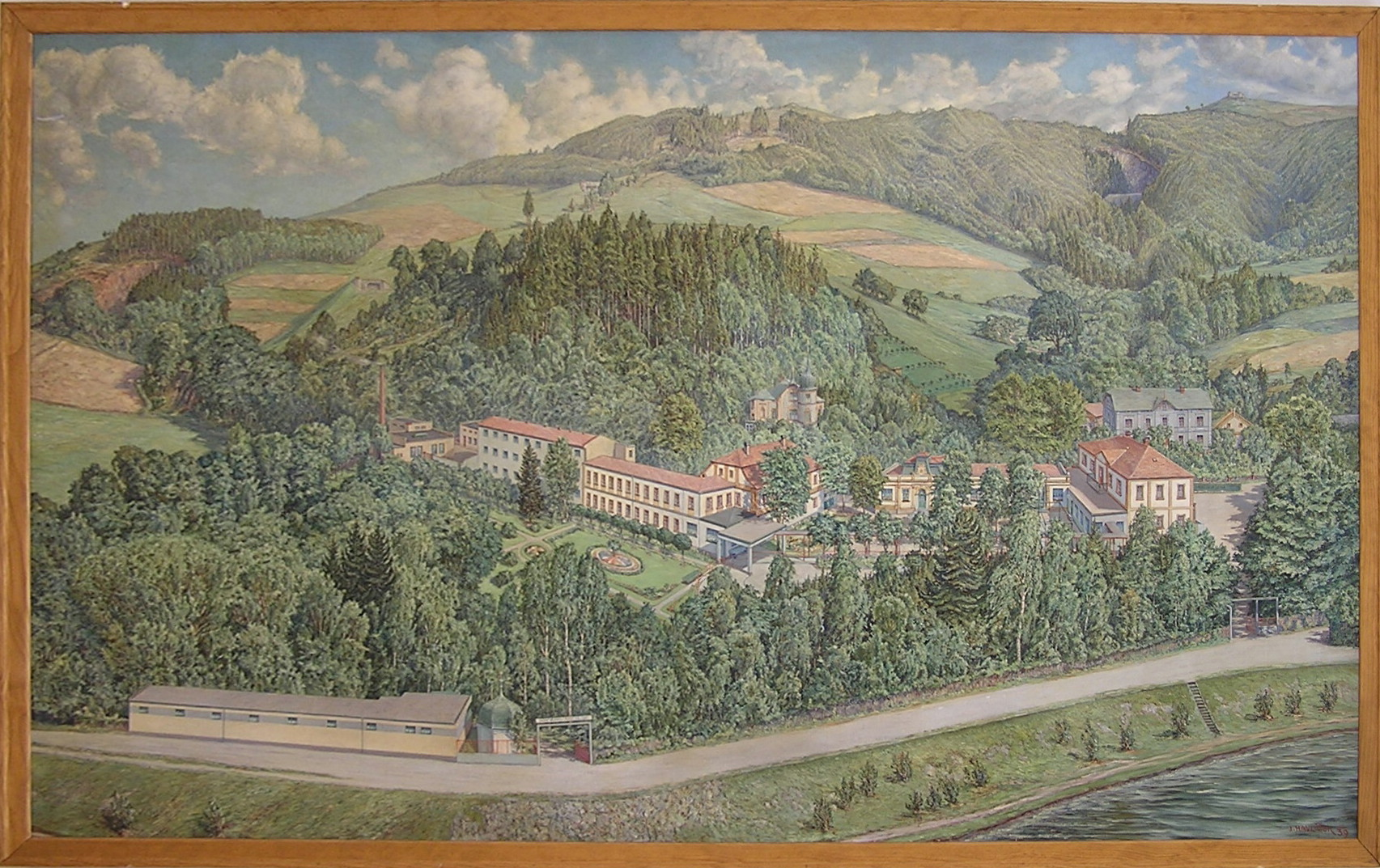
Lázeňský areál na obrazu z roku 1939 ze sbírek Muzea Náchodska

Propagační průvodce po lázních z roku 1937 popisuje tyto lázeňské stavby a prvky:
- lázeňský dům Helena – původní budova, přízemí: kanceláře, hala, ordinace lékaře, kabiny léčebných lázní s koupelemi z kyselky Idy; I. patro: letní byty
- lázeňský dům Ivan – tehdy nová budova, propojené s domem Helena; přízemí: léčebné sály; 1. a 2. patro: ubytovací pokoje
- pramen kyselky Ida
- kolonáda
- lázeňská restaurace – v 1. patře letní byty
- nádvoří s garážemi
- tzv. Malé lázně – vila Komenský (asi 8 minut) s vlastní restaurací
- při řece Metuji lázeňské koupaliště – k dispozici kabiny, sprchy, skoky, za poplatek loďky na veslování, místo pro neplavce a pro plavce (300 m dlouhé)

V roce 1937 nabízené procedury (od 2. května do 30. září):
- přírodní uhličité lázně z kyselky Ida
- rašelinné lázně
- pěnové lázně
- pěnové výplachy pro ženy
- subaguální výplachy střev
- protrahované irrigace horkou kyselkou Ida
- lázně s přísadami: jehličnaté, solné
- sprchové, světelné, elektrické lázně

Těsně před 2. světovou válkou se Běloves začala zajímat o převzetí lázní do obecního majetku, snažila se i získat status lázeňské obce, ale okupace tyto plány zhatila.
V roce 1943 byla lázeňská restaurace zabrána pro potřeby Hitlerjugend. V roce 1944 byla majiteli povolena výstavba přízemní budovy Pavel, umístěné ve směru od kapličky ke splavu. V budově bylo instalováno 10 van na uhličité koupele. Po válce tu byl zřízen sklad a již v 60. letech 20. století byla budova srovnána se zemí.

### Poválečný vývoj
Po válce bylo zlikvidováno výhodné železniční spojení do Polska – mezi Náchodem a šest kilometrů vzdálenými polskými lázněmi Kudowa-Zdrój (tehdy ovšem německými Bad Kudowa) totiž existovala frekventovaná železniční trať, ale 12. 5. 1945 zde projel poslední vlak (s válečnými zajatci) a v roce 1947 byl vojskem rozebrán i dřevěný železniční most přes Metuji.
Majitel lázní MUDr. Vladimír Honl se po 2. světové válce oženil s Američankou a po Únoru 1948, kdy byla na lázně uvalena národní správa a majitel se stal pouze ošetřujícím lékařem, se chtěl odstěhovat s manželkou do Ameriky – neúspěšně, dokonce byl uvězněn za přípravu k opuštění republiky. Po propuštění z komunistických lágrů (mimo jiné uranové doly Jáchymov) našel útočiště u rodiny Burešových v Židovicích nad Labem (okres Litoměřice), kde dne 4. srpna 1965 také zemřel. Svou lékařskou kariéru ukončil v domově důchodců v Terezíně, jako ošetřující lékař. Je pohřben v rodinné hrobce Burešových v Roudnici nad Labem.
Opětovné snahy obce Běloves o převzetí lázní do své správy zhatil Únor 1948 a sloučení obce s městem Náchod. Lázně byly znárodněny až v roce 1950, kdy je převzala Ústřední národní pojišťovna. V roce 1952 byly lázně převedeny na ÚRO – Ústřední radu odborů (ROH). V roce 1954 se lázně vrátily pod státní zdravotní správu s názvem Státní lázně Běloves u Náchoda. Provoz byl zredukován, propagace znectěna a lázně rychle upadaly. Byl zrušen i odvoz zavazadel pacientů z nádraží (až po letech začalo být přistavováno auto), zrušen tisk oficiálních pohlednic a fotografií, zanedbávány tenisové kurty i park atd. Až v 60. letech 20. století se do chátrajících lázní začalo částečně investovat – přístavba jídelny, přeměna otevřené kolonády na kavárnu a rekonstrukce topení na plyn.

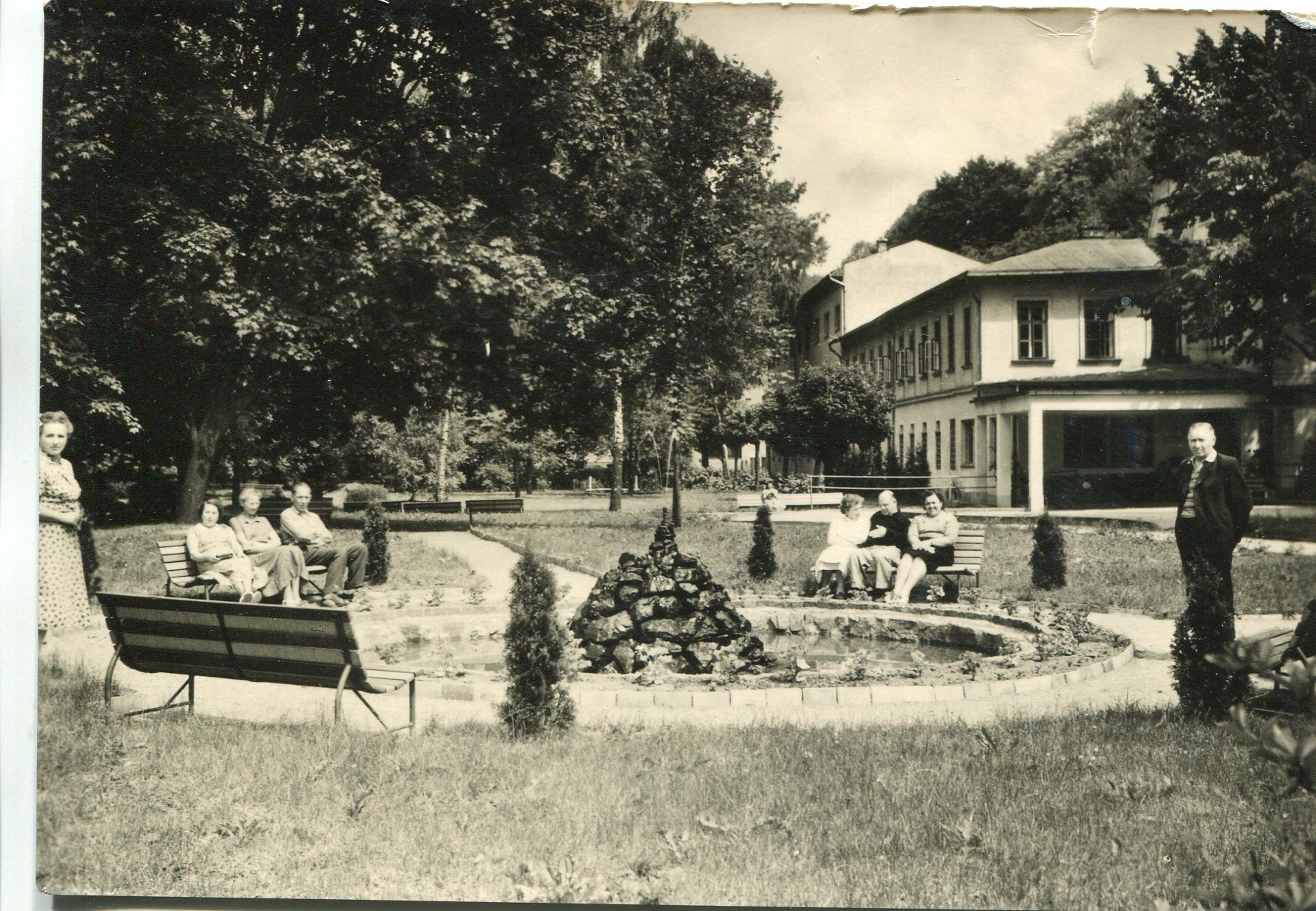
Lázně kolem roku 1960

V roce 1950 byly kromě lázní znárodněny také obě stáčírny (minerálek Ida a Hedva). Pramen Hedva byl úplně zrušen a do uvolněné stáčírny byla trubkami vedena minerálka Ida, která byla nově také přislazována citrónovým sirupem. Její odbyt vzrůstal, a z toho důvodu došlo k rozhodnutí postavit novou budovu stáčírny mezi železniční tratí a Kladskou ulicí. Minerálka sem byla vedena zvláštním vodovodem z původních vrtů v lázních. Zkušební provoz byl zahájen v roce 1981.

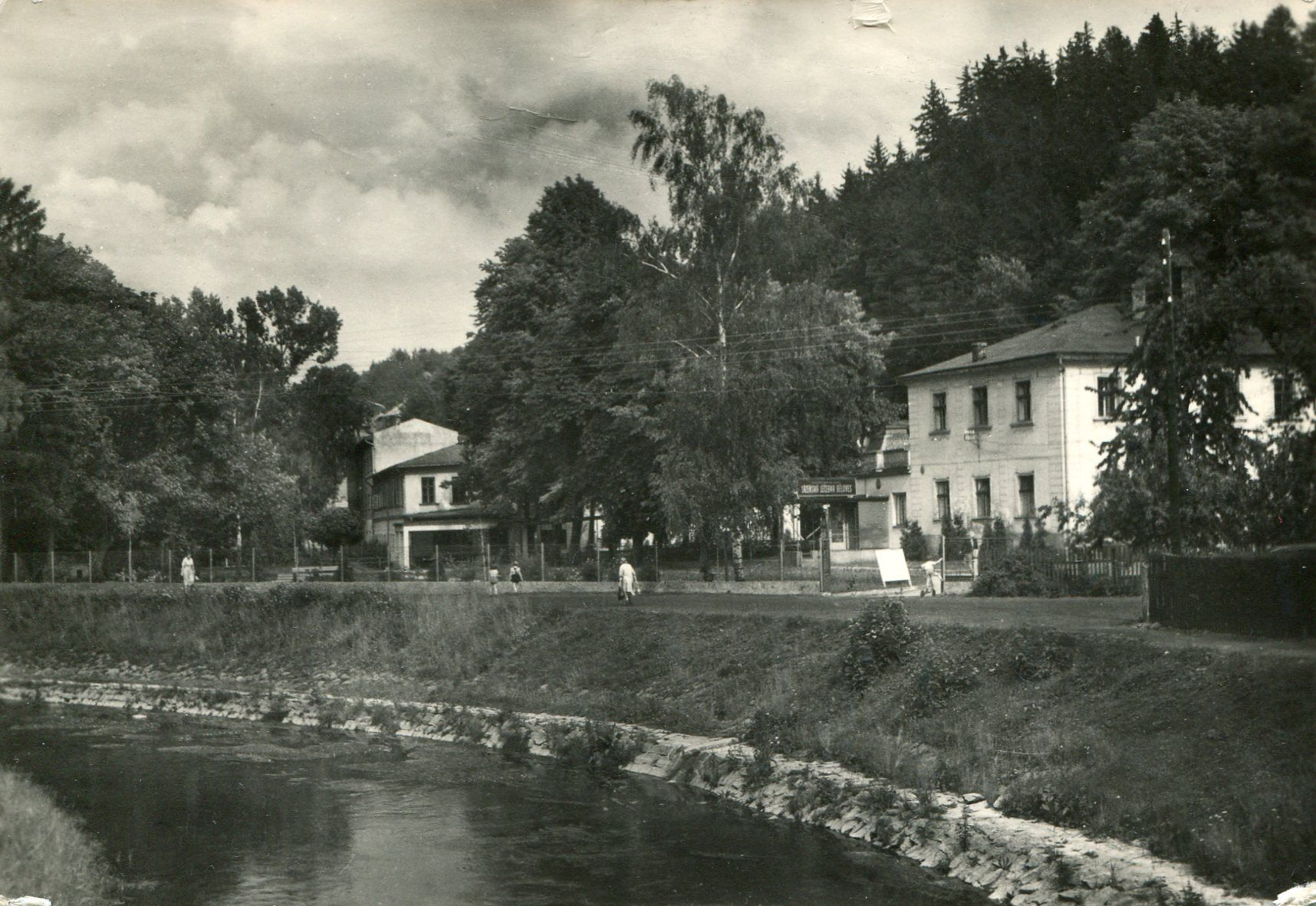
Lázně kolem roku 1960

V 80. letech 20. století byla rekonstruována budova Helena (poškozena při povodni roku 1979) a koncem 80. let došlo k významným investicím jak do lékařského a rehabilitačního vybavení, tak i stavebním. MěNV Náchod tehdy nechal zpracovat projekt nových lázní pod lomem, kde mělo stát šest nových lázeňských budov, jezírko, vrátnice a měl být nově vyřešen lesopark za Metují. Velkorysá akce začala přesunem kanceláří do Popílkovy vily, čímž se uvolnilo místo pro nové ordinace. Postavila se nová vrátnice a začalo se stavět moderní rehabilitační středisko na místě zbourané Hedvy, které ale nebylo dokončeno – nastala sametová revoluce a veškeré dosavadní plány přišly vniveč. Velký projekt nebyl realizován.

### Restituce
Po roce 1989 byly lázně v rámci restitucí od ledna 1993 navráceny potomkům původních majitelů – MUDr. Věře Tetourové a paní Bohumile Černé, které se v listopadu 1992 staly dvoupětinovými podílnicemi nově vzniklé akciové společnosti v hodnotě 6,86 milionů Kčs. Lázně však čelily mnoha těžkostem – kvůli nedořešeným záležitostem s pozemky se vedly spory o vodu mezi restituovanými lázněmi a nerestituovanou stáčírnou kyselky. Vedle toho se opakovaly problémy s hygienickými předpisy a to vše vedlo k tomu, že lázně začaly trpět nedostatkem hostů a tedy i peněz. Proto na ně byl vyhlášen konkurz a v roce 1996 tuto akciovou společnost (už v hodnotě 13,86 milionu Kč) výhodně zakoupili noví majitelé JUDr. Jiří Kovanda, Jana Khalifa a Ing. Marian Khalifa. Ti lázně uzavřeli, zrušili i obchodování s minerální vodou a od té doby celý areál stále rychleji chátrá. Budovy starých lázní jsou určeny nejspíše k demolici. Přispěl k tomu i vliv dvou záplav (1979 a 1997).

### Vývoj v letech 2000–2010

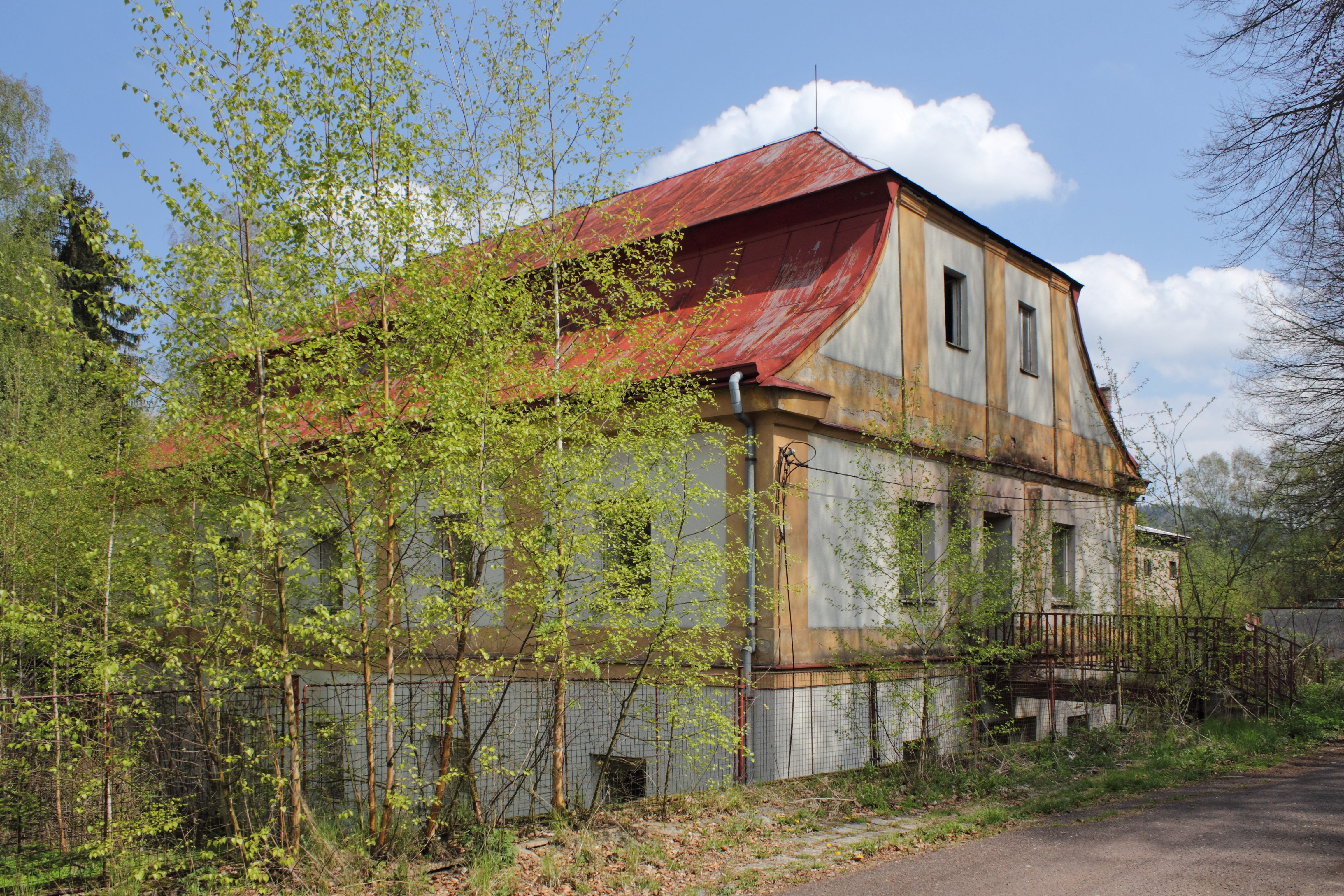
Lázně Běloves (nejstarší lázeňský dům Helena) v roce 2017

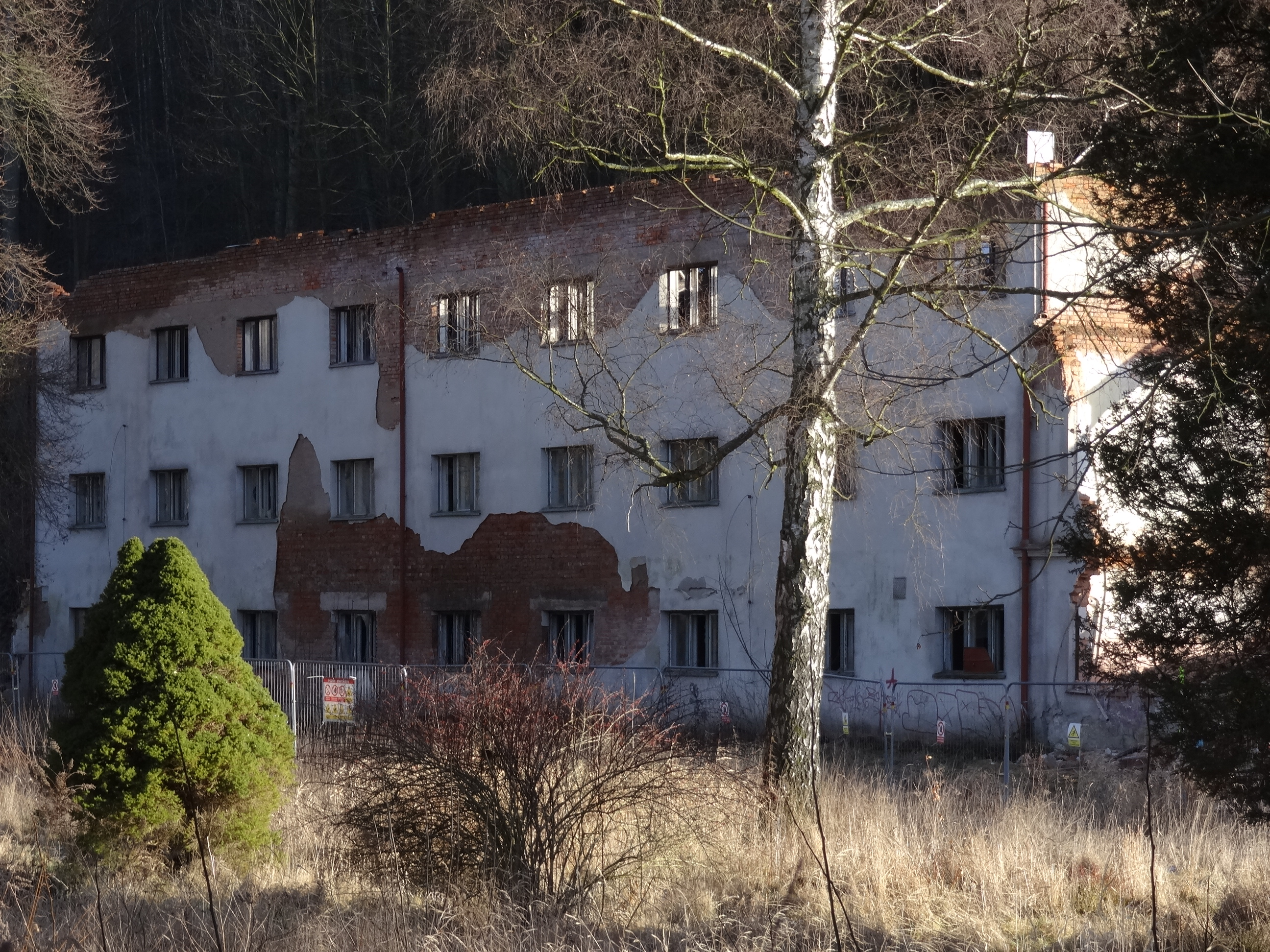
Jedna z lázeňských budov v únoru 2020 před demolicí

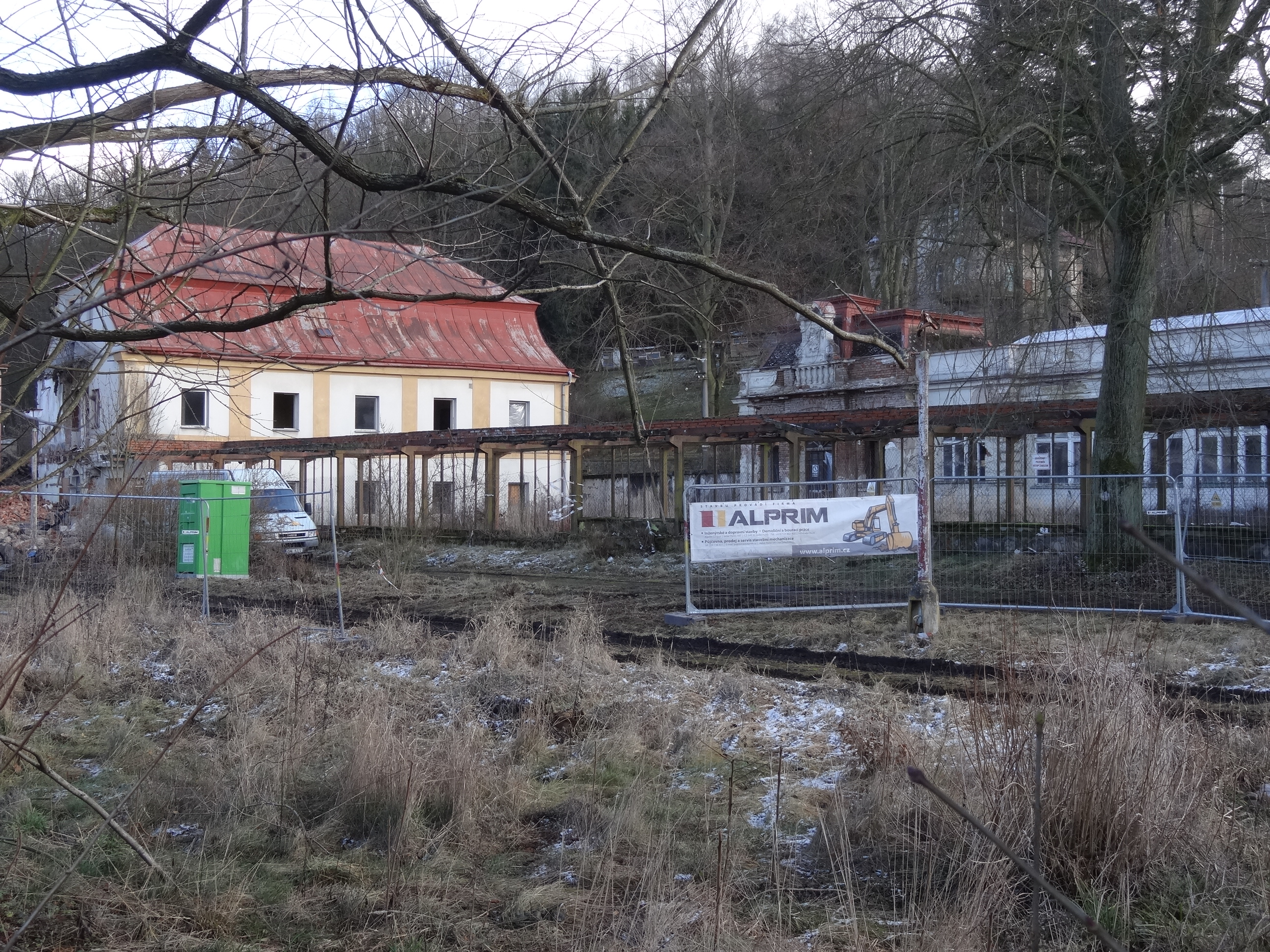
Stav areálu v únoru 2020

V roce 2000 koupili lázně podnikatelé Miroslav Borůvka a Marian Khalifa se společností Běloveské lázně. Opakovaně je nabízeli městu k prodeji, neúspěšně se je pokusili vydražit a nechali je zpustnout. Od roku 2004 se oficiální místa snaží o obnovu, resp. o znovuvybudování nové přeshraniční železniční trati v původní stopě.
V roce 2005 se přihlásil nový solventní zájemce o odkup, rekonstrukci a provoz lázní, ale neúspěšně. Zastupitelé města Náchoda v roce 2005 odhlasovali odkup lázní. Více než pět tisíc obyvatel (85 procent hlasujících) tehdy souhlasilo s koupí celého areálu včetně stáčírny za 78 milionů korun.
V roce 2008 iniciovalo město Náchod projekt výstavby nových lázní za více než miliardu korun – zájemcem o výstavbu lázní v Bělovsi byla Východočeská stavební společnost a francouzská společnost Buik. Bylo vykoupeno zhruba 11 ha pozemků v sousedství původního areálu, protože staré lázně se městu nepodařilo vykoupit. Za zchátralý areál a budovy vhodné spíš k demolici totiž vlastník chtěl 90 milionů Kč (od restituentů je přitom odkoupil za 10 milionů Kč a už v roce 2004 požadoval 35 milionů Kč).

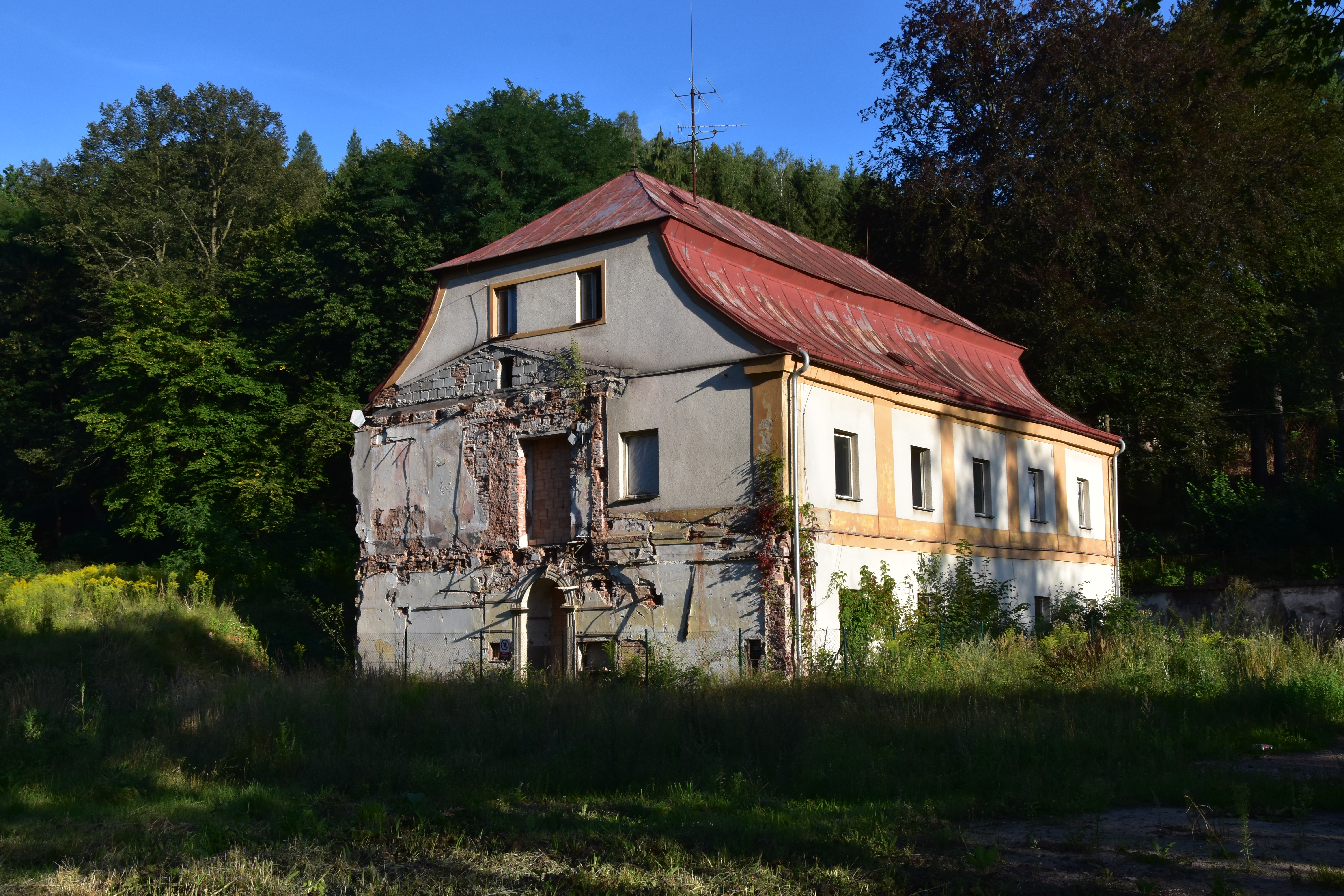
Vila Helena v srpnu 2024

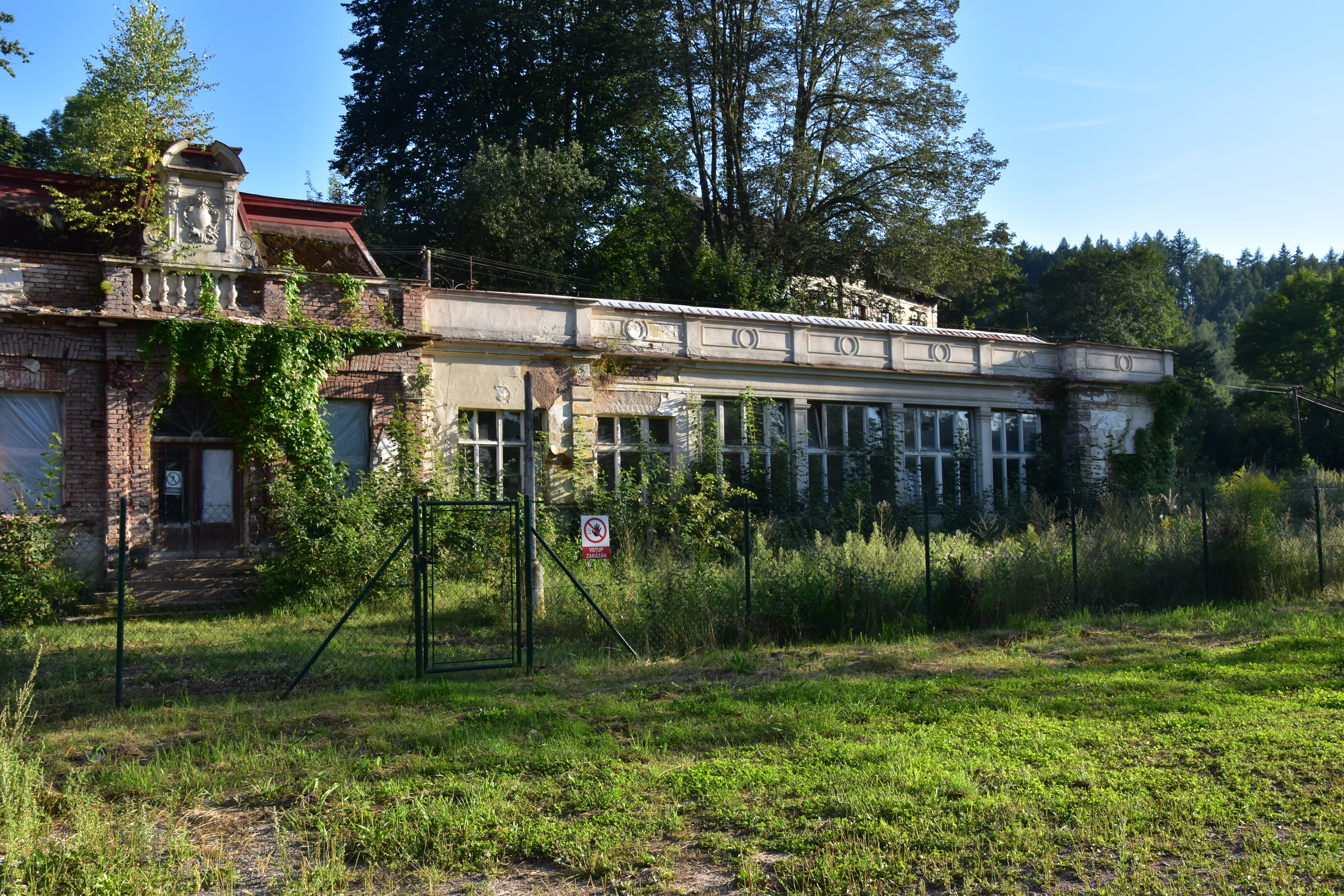
Někdejší kolonáda v srpnu 2024

### Vývoj po roce 2010

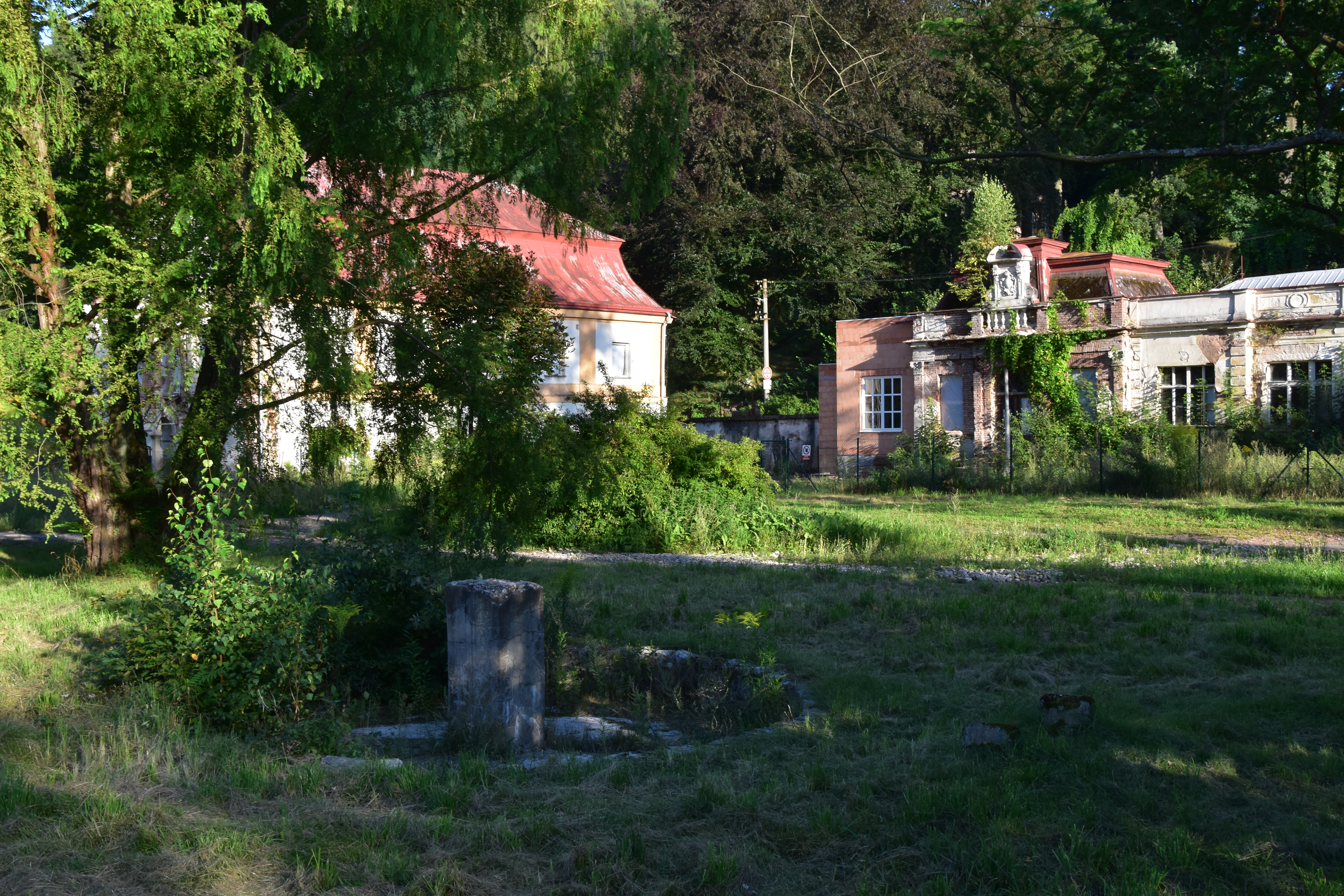
Lázeňský areál v srpnu 2024

V roce 2013 město odmítlo koupit lázně bez stáčírny za 62 milionů korun.
Dne 16. října 2017 založilo město Náchod příspěvkovou organizaci Správa přírodních zdrojů a lázní Běloves, a to za účelem odborné správy přírodních léčivých zdrojů a souvisejících zařízení nebo objektů lázeňského místa Běloves.
V roce 2017 odkoupila někdejší lázně společnost Lázně Běloves, provázaná s firmou IDA SpaMed. V prosinci 2017 byl oznámen plán společnosti IDA SpaMed do čtyř let postavit nový lázeňský areál za půl miliardy korun s kapacitou 200 lůžek. Pacienti by se léčili s nemocemi srdce, obezitou nebo gynekologickými problémy. Součástí plánu bylo i obnovení stáčení minerální vody Ida a výstavba stáčírny za 50 mil. Kč. Zkušební provoz stáčírny byl plánován zahájit za rok a půl. Vzhledem k havarijnímu stavu historických budov počítal majitel s jejich demolicí a stavbou nových. Firma IDA SpaMed chtěla znovu zprovoznit a zpřístupním prameník Jakub, který byl kvůli sporům předchozího majitele lázní s městem v té době dva roky zavřený (do té doby volně přístupný veřejnosti). V roce 2018 firma vykácela několik stromů, strhla z budov střechy a chystala se na demolici staveb. Delší dobu se pak nic nedělo a město vypovědělo spolupráci s tímto soukromým subjektem.
V polovině roku 2019 ohlásilo město Náchod zájem vybudovat nové lázeňské pavilony se suchými koupelemi i balneoprovozem. V plánu tehdy bylo získat v roce 2020 stavební povolení a stavět minimálně dva nové pavilony.
V říjnu 2019 koupily Velké lázně včetně historického parku Priessnitzovy lázně v Jeseníku, které začaly spolupracovat s městem. V tu chvíli bylo jasné, že budovy bude nutné zbourat. Společnost získala demoliční výměr. K demolici mělo dojít v květnu 2020, ale nakonec došlo k časově změně a došlo k ní již v únoru roku 2020. Další část demolic měla probíhat na podzim stejného roku. Zachovány zůstaly pouze dvě budovy Velkých lázní – budova Helena I a stará kolonáda.
Město tehdy plánovalo vybudovat nový lázeňský park poblíž soukromých lázní (přes most od nových Malých lázní) a do lázeňství během dvou let investovat cca 120 mil. Kč. Následně situaci výrazně změnila pandemie covidu-19. Priessnitzovy léčebné lázně přehodnotily investiční záměr a rozhodly se městu nabídnout lázeňský areál ke koupi. V listopadu 2021 proto koupilo někdejší Velké lázně s posledními dvěma budovami od společnosti Priessnitzovy léčebné lázně za 40 milionů Kč (úvěrem od ČSOB) město Náchod. Město zároveň oznámilo, že v následujícím roce plánuje začít obnovu lázeňského parku.
V roce 2022 koupilo město ještě za 10 mil. Kč vilu Panzinka z roku 1905, která sloužila k ubytování lázeňských hostů. Vilu nechal postavit někdejší majitel lázní Ivan Honl a pojmenoval ji podle svého dobrého přítele pana Zinka.
V roce 2022 město dále vyjádřilo zájem v lázních postavit budovu Platýz navrženou architektem Janem Kaplickým. Zároveň připravilo projektovou dokumentaci na obnovu parku a byly provedeny základní prořezy. V létě 2022 povolilo ministerstvo zdravotnictví městu využívat všechny čtyři léčivé zdroje (Běla, Jan, Ida I, Ida II) pro pitné kůry, balneoprovoz a získávání léčivého plynu.
Město Náchod oznámilo na počátku roku 2023 plán obnovy Velkých lázní v Bělovsi za přibližně 30 mil. Kč. Cílem bylo obnovit kolonádu a znovu zpřístupnit prameník minerální vody Ida. Vzhledem ke špatnému technickému stavu budovy bylo zřejmé, že kolonáda bude muset být z větší části nahrazena replikou. Opravy kolonády měly podle tehdejšího plánu začít nejdříve v roce 2024. Prameník se však měl po rekonstrukci za 10 mil. Kč otevřít veřejnosti už v druhé polovině roku 2023, a to po osmi letech. Dle zveřejněných plánů měl být do obnovy parku vložen odkaz místní rodačky, ilustrátorky herbářů akademické malířky Jiřiny Kaplické (1901–1984), matky architekta Jana Kaplického.
Náklady na obnovu parku byly později v roce 2023 městem odhadnuty na 45 mil. Kč. Na konci srpna 2023 začalo město stavět úpravnu vody v podobě, jakou měla zdejší stáčírna ve 20. letech 20. století, a to za 10,7 mil. Kč. Cílem bylo snížit v Idě obsah arzenu do hygienických limitů.
V roce 2023 bylo dále potvrzeno, že kolonáda bude muset být z větší části zbourána a postavena její replika. Náklady byly odhadnuty na 25 mil. Kč a s výstavbou se počítalo v letech 2024 a 2025. Rekonstruována by měla být i nejstarší budova areálu Helena, kde má vzniknout ambulantní lékařský provoz. Zároveň bylo upuštěno do lázní umisťovat některý z projektů Jana Kaplického, vzhledem k tomu, že o tom pochybovali odborníci i laici.
Dne 6. 4. 2024 došlo ke opětovnému slavnostnímu otevření prameníku Jakub a požehnání pramene Ida.

## Prameník Jakub kyselky Ida

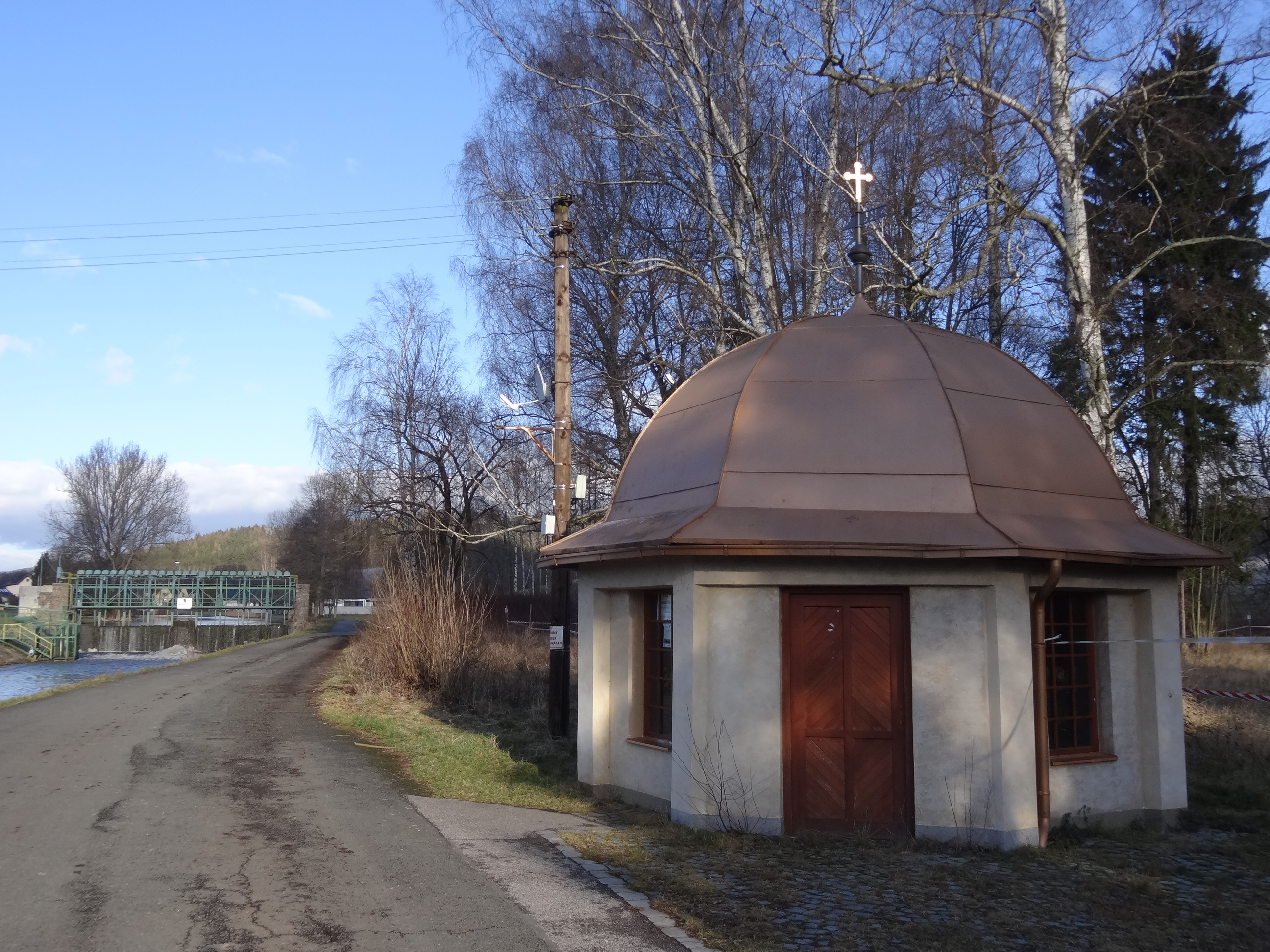
Prameník Jakub v roce 2020

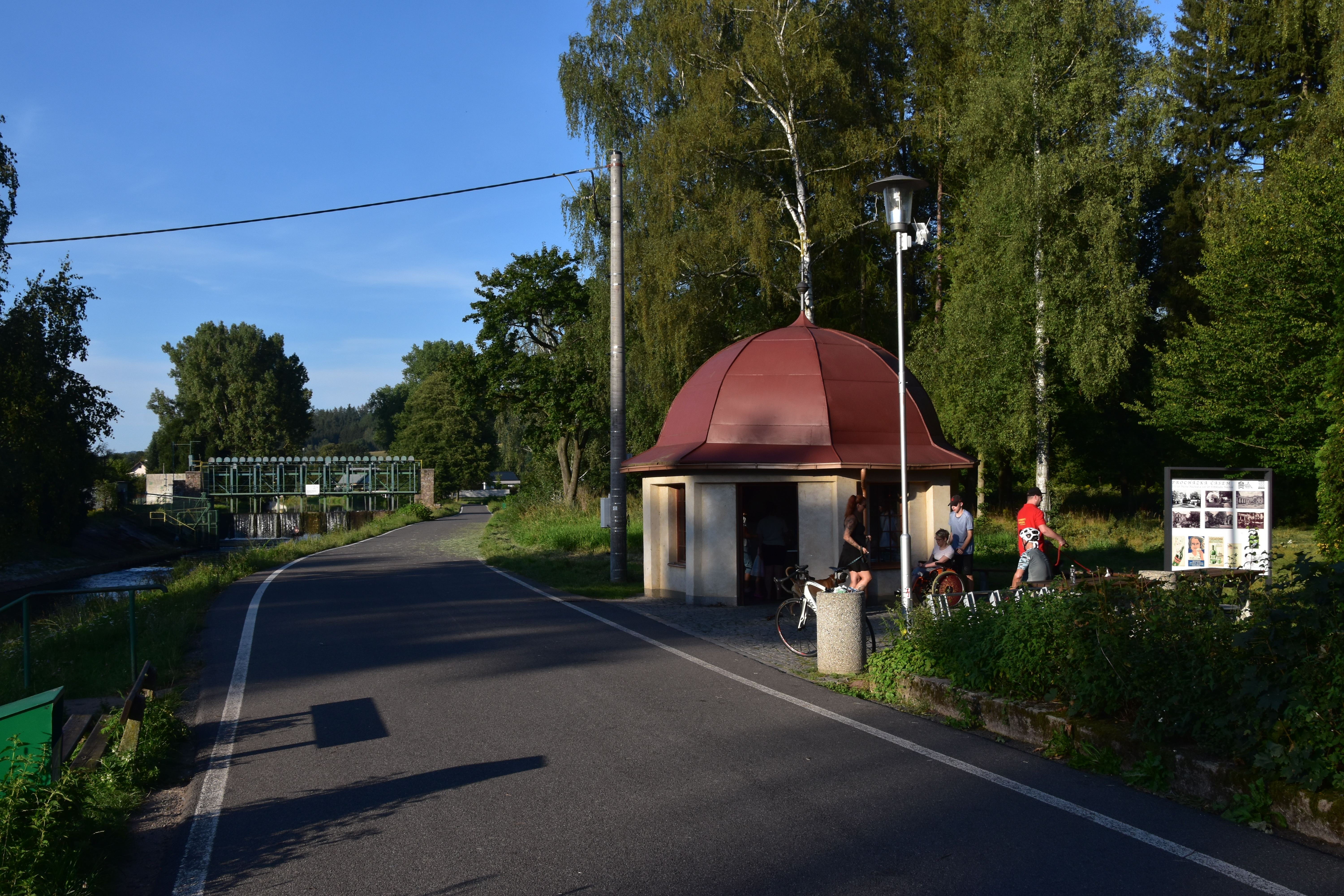
Prameník Jakub v srpnu 2024

V roce 1937 byla zděná kaplička nad původním Jakubovým pramenem v souvislosti s pořádáním Jakubských poutí vysvěcena a stala se církevním objektem. Do roku 1961 se o provoz a výzdobu kaple starali sourozenci Samkovi. Následně byl církevní inventář vystěhován a uprostřed objektu instalován prameník s kohoutky na čerpání minerálky, kterou si mohla veřejnost stáčet za roční poplatek 10 Kčs. Jelikož však voda vykazovala zvýšené hodnoty arzenu, byl prameník v roce 1980 uzavřen. Lidé si poté mohli chodit čepovat vodu do původního prameníku pro lázeňské hosty.
Dne 24. května 2011 byla zahájena obnova prameníku nad Jakubovým pramenem, s kyselkou Ida, jež vyvěrala z několika trubek do řeky Metuje, kde ji lidé jímají pro své účely. Město Náchod si stavbu od soukromého vlastníka lázní pronajalo a opravilo, aby mohla sloužit opět dřívějšímu pitnému účelu. Již v roce 2015 však vyšlo najevo, že nebyl vyřešen problém s nadlimitním množstvím arzenu. A proto došlo k opětovnému uzavření prameníku. Dne 6. 4. 2024 byl prameník Jakub opět vysvěcen a prameni Ida bylo nově požehnáno.

### Související stránky
- Ida (minerální voda)
- Malé lázně Běloves
- Vila Panzinka